# Oelwein
Oelwein é uma cidade localizada no estado americano de Iowa, no Condado de Fayette.

## Demografia
Segundo o censo americano de 2000, a sua população era de 6692 habitantes.
Em 2006, foi estimada uma população de 6322, um decréscimo de 370 (-5.5%).

## Geografia
De acordo com o United States Census Bureau tem uma área de
12,5 km², dos quais 12,4 km² cobertos por terra e 0,1 km² cobertos por água. Oelwein localiza-se a aproximadamente 307 m acima do nível do mar.

## Localidades na vizinhança
O diagrama seguinte representa as localidades num raio de 12 km ao redor de Oelwein.